# Мехмед-бей Эшрефоглу
Мубаризеддин Мехмед-бей (тур. Seyfeddin Süleyman Halil Bey) — правитель бейлика Эшрефогуллары. Сын основателя бейлика, Сулеймана-бея. Мехмед увеличил территорию бейлика, присоединив Акшехир, Султандаги, Чай, Исхаклы и Болвадин.
Мехмед-бей оказывал покровительство учёным людям, он принимал у себя в гостях внука Джалалэддина Руми, Улу Арифа. Вместе с сыном он вступил в орден Мевлеви.

## Биография
Отцом Мехмеда был основатель бейлика Эшрефогуллары, Сулейман-бей. При жизни отца Мехмед упоминался только в вакуфном документе отца. Сулейман построил комплекс сооружений в 1296—1299 годах, создал вакуф и назначил Мехмеда и его младшего брата Эшрефа получателями части дохода. Сыновья Сулеймана также были указаны как попечители мечети и распорядители вакуфа.
Сулейман умер 27 августа 1302 (2 Мухаррама  702) года. Поскольку Мехмед был старшим сыном Сулеймана, то после смерти отца он унаследовал бейлик. Мехмед продолжил захватническую деятельность отца и осуществлял набеги, чтобы расширить территорию своего бейлика. Чтобы не вступать в столкновения со своими южными соседями, Караманидами, он выбрал основным направлением удара север и вторгся в Гелендост и Ялвач. Однако через некоторое время ему пришлось отступить и уступить эти районы своему могущественному соседу Фелекюддину Дюндару-бею Хамидиду. Тем временем ильхан Газан-хан умер, а пришедший к власти его сын Олджейту (1304—1316) послал в Анатолию своего дядю Иринчина Нояна, чтобы подавить беспорядки и привести беев к повиновению. Иринчин действовал с беспрецедентной жестокостью. Как писали современники, Масуд II заболел и в умер в 1308 году «в результате глубокой скорби, которую он испытывал из-за непрекращающихся злых деяний монголов и жестокости Иринчина». Новым султаном стал Кей-Кубад III.
Реакцией на жестокость Иринчина в Анатолии стали восстания. К 1308 года почти все районы к западу от Центральной Анатолии вышли из-под контроля монголов. Обеспокоенный восстаниями туркменских эмиратов, Олджейту послал бейлербея Анатолии эмира Чобана с войском для приведения провинции к покорности. В 1314 году эмир Чобан прибыл в Карабюк, расположенный между Сивасом и Эрзинджаном, и вызвал всех туркменских беев, восставших против Хулагуидов, засвидетельствовать лояльность. Мехмед Эшрефоглу, как и другие беи, помня, что Чобану удалось подавить восстание Суламиша, отправился в Каранбюк с дарами. Эмир Чобан тепло встретил его. Принеся клятву верности, Мехмед получил почётный халат, а затем вернулся в свою столицу, Бейшехир.
Провал кампании Олджейту против мамлюков в 1312 году подтолкнул Караманидов, других уджбеев и Эшрефоглу Мехмеда бея. Караманоглу Яхши-Бей вторгся в Конью, а Эшрефоглу Мехмед-Бей вторгся в Илгын и Акшехир. Захватив Акшехир, Мехмед-бей приказал построить мечеть и передал управление этим городом Камереддину Наибу. В 1316 году Олджейту умер и его сменил его сын Абу Саид Бахадур. Из-за его юного возраста Эмир Чобан взял в свои руки власть и в 1318 году сделал своего сына Тимурташа бейлербеем Анатолии. Как и другие туркменские беи, Мехмед-бей не признал власть бейлербея Тимурташа и объявил независимость бейлика. Затем он начал военные действия и отправился на север в сторону Афьонкарахисара, захватив Султандаги, Чай, Исхаклы и Болвадин. Таким образом Мехмеду удалось увеличить территорию бейлика, отодвинув границу на север.
Внук Джелалэддина Руми Улу Ариф Челеби распространял философию Мевлеви среди вновь образованных бейликом. Он часто посещал княжества Гермиян, Ментеше, Айдын и Ладик (Денизли). В своих поездках он часто пересекал земли Мехмеда-бея, который глубоко интересовался философией Мевлеви и оказал Улу Арифу большую помощь. Эфлаки Деде, вместе с Улу Арифом посещавший Мехмеда, описал визит Улу Арифа в Бейшехир как гостя бея. Мехмед умолял Улу Арифа принять приглашение и дал своего сына Сулеймана Шаха в мюриды (ученики) Арифа Челеби. И Мехмед-бей, и его сын Сулейман-Шах присоединились к ордену Мевлеви.
Согласно Эфлаки, Мехмед-бей спросил Арифа Челеби о судьбе своего сына Сулеймана: «Каков будет конец этого ребёнка?» Ариф Челеби сказал: «Эта провинция будет опустошена этим ребёнком, и земля будет расходиться под его ногами, в конечном итоге его бросят в это озеро (озеро Бейшехир) и уничтожат». Услышав ответ, Мехмед-бей заплакал, на что Ариф Челеби сказал: «Жаль, что у этого ребёнка не будет удачи».
Мехмед-бей оказывал покровительство одному из выдающихся учёных и из ведущих поэтов своего времени, Джемаледдину Мевлане Ахмеду ал-Тирази. Ахмед был убит неким Нуреддином Самарканди, которого описывали как учёного, хотя никто не указывал, в какой области знания. Подробности этих событий описал Эфлаки. Нуреддин был мюридом Арифа Челеби и некоторое время служил ему. Однако из-за своей гордости он имел проблемы в общении с другими учениками Арифа. Ариф Челеби отправил Нуреддина к Мехмеду-бею за продовольствием, однако через четыре дня пришло известие, что Нуреддин убил Ахмеда. Мехмед-бей попросил у муфтия Бейшехира фетву на казнь Нуреддина и казнил убийцу.
Для Мехмеда бея был написан на арабском языке философский труд, автор подписался как Мухаммад Туштари.
Эмир Зияеддин, один из командиров Мехмеда, по его приказу построил мечеть Чарши (Рынок) (1320 г.) в Болвадине (в Акшехире). Мехмед-бей построил мечеть в Бейшехире. Согласно надписи над входом в мечеть Мехмед-бей использовал титул «Великий эмир» и прозвище «Мубаризеддин» («Emîrü'l-azam» и «Mübârizüddin»).
Мехмед умер после 1320 года, его сменил его сын Сулейман-бей II.